# 武佐駅 (北海道)
武佐駅（むさえき）は、北海道釧路市武佐4丁目56-2にある北海道旅客鉄道（JR北海道）根室本線（花咲線）の駅である。事務管理コードは▲110469。

## 歴史
釧路市東部の新興住宅地の利便を図って新設された。
- 1988年（昭和63年）3月13日：JR北海道の駅として開業[2]。旅客のみ取扱い。
- 1994年（平成6年）3月15日：東釧路駅無人化に伴い、派遣職員による出札終了。

### 駅名の由来
所在地名より。アイヌ語の「モサ（mosa）」という語が由来とされるが、由来・語義ともにはっきりしない。
アイヌ語研究者のジョン・バチェラーは、「モサ」「モセ」「ムセ」を「イラクサ」の意としており、武佐も同由来と考えられる。なお、アイヌの文化では、イラクサの皮から繊維を取り出し、「レタルペ」という着物を作っていた。

## 駅構造
単式ホーム1面1線を有する地上駅。釧路駅管理の無人駅となっている。

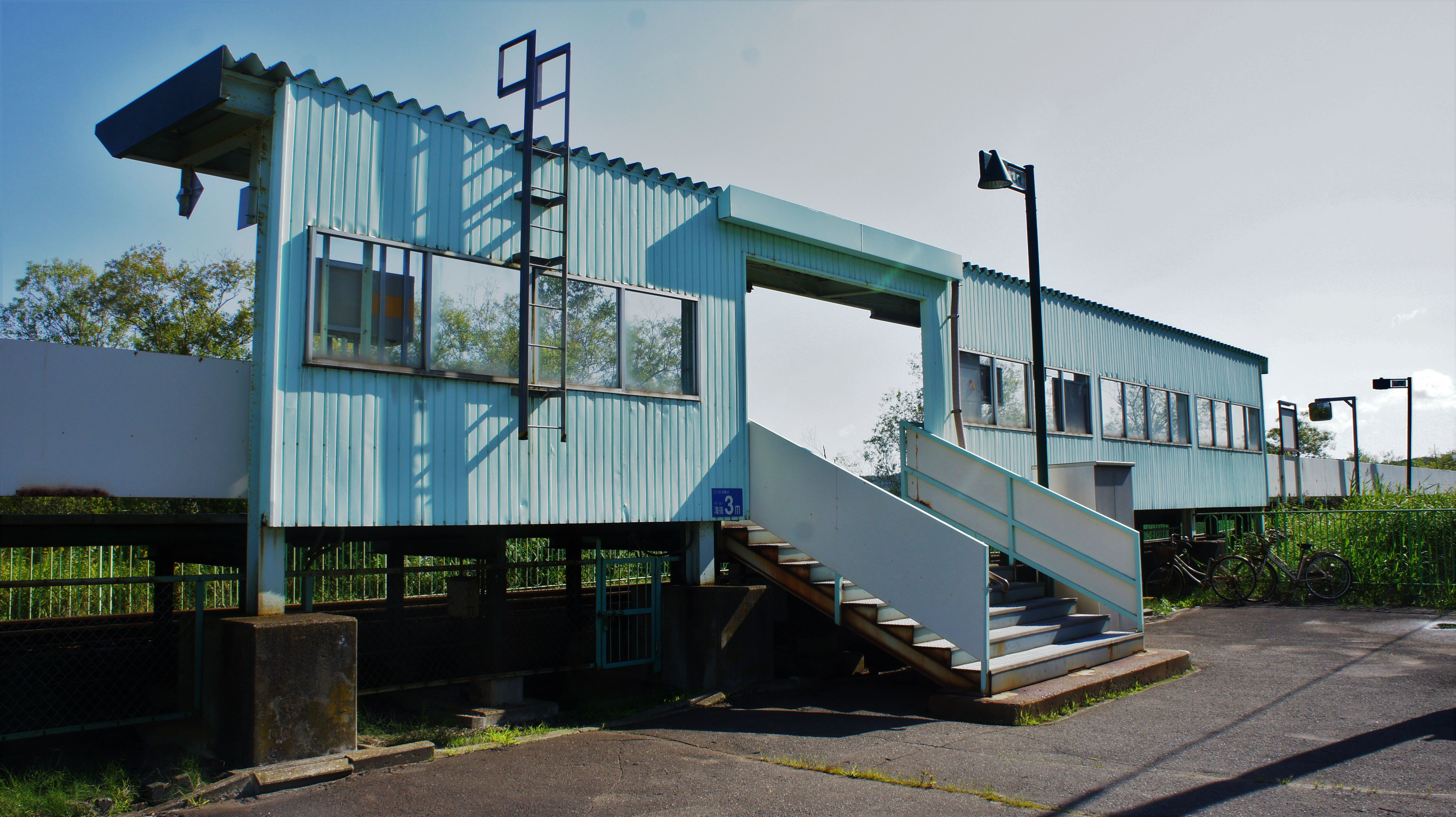
ホーム出入口（2018年9月）
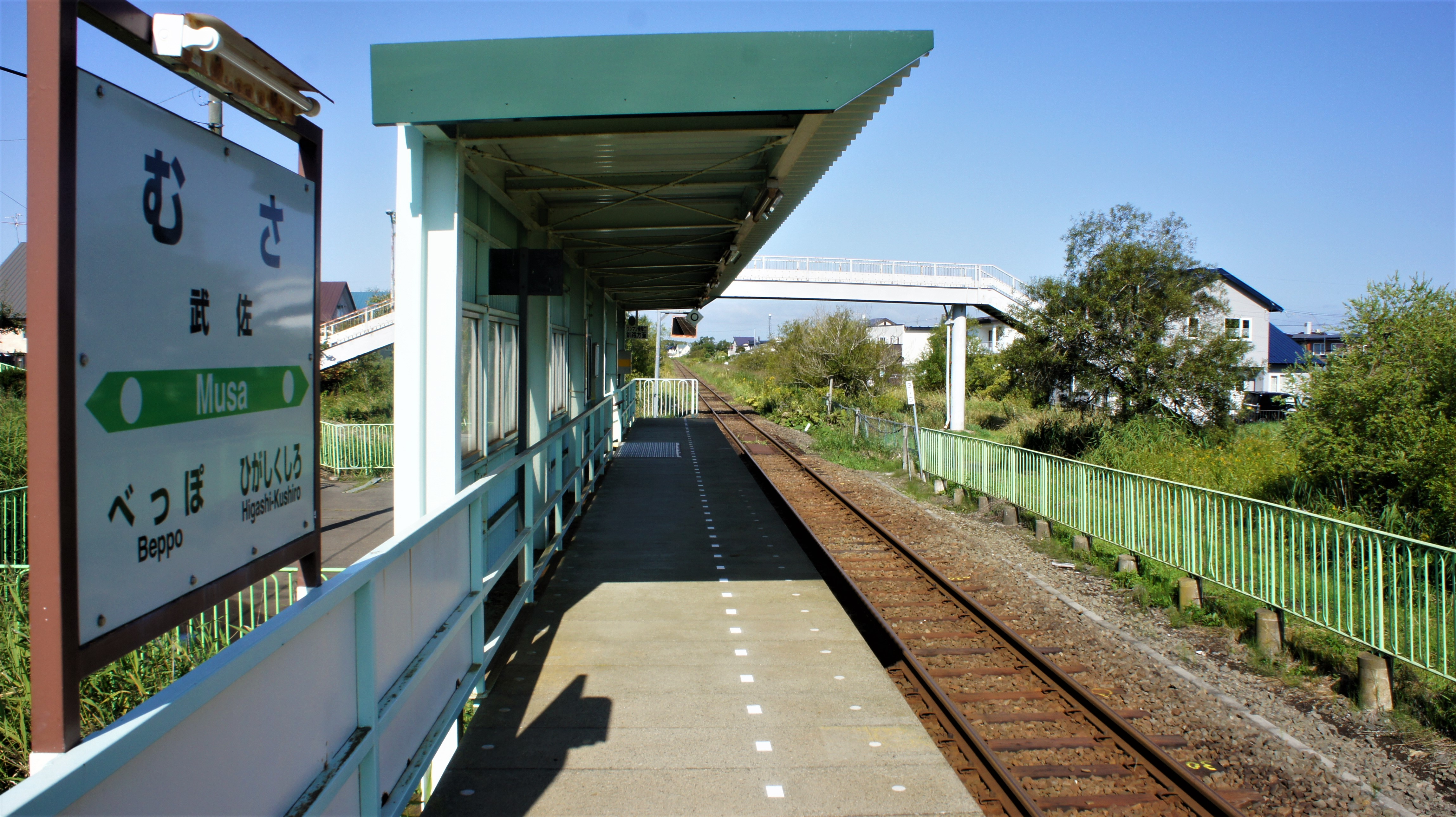
ホーム（2018年9月）

## 利用状況
乗車人員の推移は以下のとおり。年間の値のみ判明している年については、当該年度の日数で除した値を括弧書きで1日平均欄に示す。乗降人員のみが判明している場合は、1/2した値を括弧書きで記した。
また、「JR調査」については、当該の年度を最終年とする過去5年間の各調査日における平均である。
| 年度               | 乗車人員 | 乗車人員 | 乗車人員 | 出典       | 備考                 |
| 年度               | 年間     | 1日平均  | JR調査   | 出典       | 備考                 |
| ------------------ | -------- | -------- | -------- | ---------- | -------------------- |
| 1992年（平成04年） |          | (169.0)  |          | [ 1 ]      | 1日平均乗降客数338人 |
| 2016年（平成28年） |          |          | 18.2     | [ JR北 1 ] |                      |
| 2017年（平成29年） |          |          | 14.8     | [ JR北 2 ] |                      |
| 2018年（平成30年） |          |          | 11.8     | [ JR北 3 ] |                      |
| 2019年（令和元年） |          |          | 9.0      | [ JR北 4 ] |                      |
| 2020年（令和02年） |          |          | 6.2      | [ JR北 5 ] |                      |
| 2021年（令和03年） |          |          | 4.6      | [ JR北 6 ] |                      |
| 2022年（令和04年） |          |          | 4.0      | [ JR北 7 ] |                      |

## 駅周辺
駅の北側は原野。南側は新興住宅街である。武佐の森という市民公園が設けられ、市民の憩いの場になっている。北海道釧路星園高等学校の最寄り駅であったが、2009年3月をもって閉校している。
- 釧路若草郵便局
- 釧路市立武佐小学校
- 武佐川
- 春採湖[4]
- くしろバス「武佐団地入口」停留所[5]

## 隣の駅
北海道旅客鉄道（JR北海道）
根室本線（花咲線）

東釧路駅 (B54) - 武佐駅 - 別保駅

### JR北海道
1. ↑  「根室線（釧路・根室間）」（PDF）『線区データ（当社単独では維持することが困難な線区）』、北海道旅客鉄道、2017年12月8日。オリジナルの2017年12月9日時点におけるアーカイブ。2017年12月10日閲覧。
2. ↑  「根室線（釧路・根室間）」（PDF）『線区データ（当社単独では維持することが困難な線区）(地域交通を持続的に維持するために)』、北海道旅客鉄道株式会社、3頁、2018年7月2日。オリジナルの2018年8月19日時点におけるアーカイブ。2018年8月19日閲覧。
3. ↑  “根室線（釧路・根室間）” (PDF). 線区データ（当社単独では維持することが困難な線区）(地域交通を持続的に維持するために).   北海道旅客鉄道. p. 3 (2019年10月18日). 2019年10月18日時点のオリジナルよりアーカイブ。2019年10月18日閲覧。
4. ↑  “根室線（釧路・根室間）” (PDF). 地域交通を持続的に維持するために > 輸送密度200人以上2,000人未満の線区（「黄色」8線区）.   北海道旅客鉄道. p. 3 (2020年10月30日). 2020年11月2日時点のオリジナルよりアーカイブ。2020年11月2日閲覧。
5. ↑  “駅別乗車人員  特定日調査（平日）に基づく”.   北海道旅客鉄道. 2022年8月3日時点のオリジナルよりアーカイブ。2022年8月14日閲覧。
6. ↑  “駅別乗車人員  特定日調査（平日）に基づく”.   北海道旅客鉄道. 2022年9月3日時点のオリジナルよりアーカイブ。2022年9月3日閲覧。
7. ↑  “駅別乗車人員  特定日調査（平日）に基づく”.   北海道旅客鉄道. 2023年11月10日時点のオリジナルよりアーカイブ。2023年11月10日閲覧。